# Cốc Chú
Cốc Chú (tiếng Trung giản thể: 谷澍, bính âm Hán ngữ: Gǔ Shù, sinh ngày 1 tháng 8 năm 1967, người Hán) là doanh nhân, chính trị gia nước Cộng hòa Nhân dân Trung Hoa. Ông là Ủy viên dự khuyết Ủy ban Trung ương Đảng Cộng sản Trung Quốc khóa XX, hiện là Bí thư Đảng ủy, Chủ tịch Ngân hàng Nông nghiệp Trung Quốc. Ông từng là Phó Chủ tịch, Phó Bí thư Đảng ủy, Hành trưởng Ngân hàng Công Thương Trung Quốc.
Cốc Chú là đảng viên Đảng Cộng sản Trung Quốc, học vị Cử nhân Kỹ thuật, Tiến sĩ Khoa học quản lý, chức danh Kế toán sư cấp cao. Ông có sự nghiệp phần lớn trong ngành tài chính ngân hàng, ở các ngân hàng thương mại cổ phần quốc hữu Trung Quốc.

## Xuất thân và giáo dục
Cốc Chú sinh ngày 1 tháng 9 năm 1967 tại Thượng Hải, Cộng hòa Nhân dân Trung Hoa. Ông lớn lên và tốt nghiệp cao trung ở Thượng Hải, thi cao khảo vào năm 1986 và đỗ Đại học Giao thông Thượng Hải, nhập học từ tháng 9 cùng năm và tốt nghiệp cử nhân kỹ thuật vào tháng 7 năm 1980. Sau đó, ông tới Đại Liên, Liêu Ninh để theo học chương trình nghiên cứu sinh toàn thời gian ở Đại học Tài chính Kinh tế Đông Bắc, nhận bằng Thạc sĩ Khoa học quản lý vào tháng 3 năm 1995, rồi trở về Thượng Hải để tiếp tục là nghiên cứu sinh ở Đại học Tài chính và Kinh tế Thượng Hải, trở thành Tiến sĩ Khoa học quản lý vào tháng 3 năm 1998. Từ tháng 9 năm 2002 đến tháng 9 năm 2003, ông sang Hoa Kỳ làm học giả thỉnh giảng về kinh tế học ở Đại học Pennsylvania. Cốc Chú được kết nạp Đảng Cộng sản Trung Quốc vào năm 1995 tại Tài Kinh Đông Bắc.

## Sự nghiệp
Tháng 3 năm 1998, sau hơn 10 năm học tập và nghiên cứu trở thành tiến sĩ, Cốc Chú được nhận vào Ngân hàng Công Thương Trung Quốc (ICBC), bắt đầu ở vị trí chuyên viên bộ phận quyết toán kế toán. Đến tháng 2 năm 2000, ông là Phó Trưởng phòng Quyết toán kế toán, dần dần là trưởng phòng rồi Phó Giám đốc bộ phận này từ tháng 9 năm 2003. Sau đó 1 năm, ông được chuyển đơn vị làm Phó Giám đốc bộ phận Tài vụ kế hoạch trong 2 năm thì thăng chức làm Giám đốc bộ phận Kế toán tài vụ. Tháng 7 năm 2008, ông được bổ nhiệm làm Thư ký của Hội đồng sự ICBC, kiêm Giám đốc bộ phận Quan hệ đầu tư và Quản lý chiến lược, tiếp tục thêm 2 năm đến tháng 11 năm 2010 thì được điều về Sơn Đông làm Bí thư Đảng tổ, Hành trưởng ICBC Sơn Đông. Tháng 10 năm 2013, Cốc Chú được điều trở lại trụ sở, nhậm chức Phó Hành trưởng ICBC, rồi trở thành Phó Chủ tịch, Phó Bí thư Đảng ủy, Hành trưởng Ngân hàng Công Thương, cấp phó bộ trưởng từ tháng 9 năm 2016. Vào thời điểm được bổ nhiệm giữ chức vụ này, ông đang ở tuổi 49, trở thành thống đốc ngân hàng thương mại thuộc sở hữu của nhà nước trẻ nhất Trung Quốc.
Tháng 12 năm 2020, sau hơn 20 năm công tác ở ICBC, Cốc Chú được điều sang Ngân hàng Nông nghiệp Trung Quốc, nhậm chức Bí thư Đảng ủy, Chủ tịch ngân hàng, và cũng là Chủ tịch Ủy ban Phát triển bền vững và Quy hoạch chiến lược của Hội đồng sự ngân hàng này, được miễn nhiệm ở ICBC từ ngày 15 tháng 1 năm 2021. Cuối năm 2022, ông tham gia Đại hội Đảng Cộng sản Trung Quốc lần thứ XX từ đoàn đại biểu tài chính trung ương. Trong quá trình bầu cử tại đại hội, ông được bầu là Ủy viên dự khuyết Ủy ban Trung ương Đảng Cộng sản Trung Quốc khóa XX.